# Premios Juno de 2024
Los Premios Juno de 2024 se llevaron a cabo el 24 de marzo de 2024, en Halifax (Nueva Escocia) para honrar los logros de la música canadiense en 2023. Reconocieron las mejores grabaciones, composiciones y artistas del año de elegibilidad determinado por los miembros de la Academia Canadiense de Artes y Ciencias de la Grabación. La ceremonia fue conducida por Nelly Furtado.
Charlotte Cardin fue la principal nominada con seis nominaciones, mientras que Talk y Daniel Caesar obtuvieron cinco cada uno.

## Artistas
Los artistas incluyeron a Furtado, Charlotte Cardin, Talk, Josh Ross y Karan Aujla, así como una actuación conjunta de Elisapie y Jeremy Dutcher, un tributo póstumo a los íconos musicales canadienses Gordon Lightfoot y Robbie Robertson a cargo de los cantautores Allison Russell y Aysanabee, y un homenaje póstumo a Karl Tremblay por Alexandra Stréliski.
| Artista | Canción                                                                                                   |
| --- | --- |
| Nelly Furtado | «Say It Right» «Maneater» «Promiscuous» «Eat Your Man» «Give It to Me» «I'm Like a Bird»                  |
| Karan Aujla Ikky | «Admirin' You» «Softly»                                                                                   |
| Jeremy Dutcher Elisapie Morgan Toney | «Honor Song» «Skicinuwihkuk» «Uummati Attanarsimat»                                                       |
| TALK | «Run Away to Mars» »A Little Bit Happy»                                                                   |
| Charlotte Cardin | «Confetti»                                                                                                |
| Alexandra Stréliski Allison Russell Aysanabee Julian Taylor Logan Staats Shawnee Kish William Prince En memoria de Karl Tremblay, Gordon Lightfoot y Robbie Robertson | «Les Étoiles filantes» «If You Could Read My Mind» «The Weight»                                           |
| Josh Ross | «Trouble» «Single Again»                                                                                  |
| Maestro Fresh Wes Actuación del Salón de la Fama de la Música Canadiense presentada por TD                                                                            | «Beethoven's Fifth» «Underestimated» «Stick to Your Vision» «Conducting Thangs» «Let Your Backbone Slide» |
| The Beaches | «Blame Brett»                                                                                             |

## Ganadores y nominados
Los siguientes son los ganadores y nominados de los premios Juno de 2024. Los ganadores aparecen primero y resaltados en negrita.

### Personas
| Artista del año | Grupo del año |
| --- | --- |
| - Tate McRae - Charlotte Cardin - Daniel Caesar - Lauren Spencer-Smith - Shania Twain | - The Beaches - Arkells - Loud Luxury - Nickelback - Walk Off the Earth |
| Artista revelación del año | Grupo revelación del año |
| - Talk - Karan Aujla - Connor Price - Lu Kala - Shubh | - New West - Busty and the Bass - Crash Adams - Good Kid - Men I Trust |
| Premio Fan Choice | Compositor del año |
| - Karan Aujla - Charlotte Cardin - Daniel Caesar - DVBBS - Josh Ross - Shubh - Tate McRae - The Weeknd - ThxSoMch - Walk Off the Earth | - Aysanabee - «Alone», «Here and Now», «Somebody Else» - Charlotte Cardin, Jason Brando, Lubalin - «Confetti», «Daddy's a Psycho», «Jim Carrey» - Nicholas Durocher, Connor Riddell - «Afraid of the Dark», «A Little Bit Happy», «Wasteland» - William Prince - «Broken Heart of Mine», «Easier and Harder», «When You Miss Someone» - Allison Russell - «Eve Was Black», «Stay Right Here», «The Returner» |
| Productor del año | Ingeniero de grabación del año |
| - Shawn Everett - «Used to Be Young» (Miley Cyrus), «What Now» (Brittany Howard) - Jason Brando, Lubalin, Mathieu Sénéchal, Sam Avant - «Confetti», «Jim Carrey» (Charlotte Cardin) - Hill Kourkoutis - «Ego Death» (Aysanabee), «Whiskey Bar» (Tafari Anthony) - Joel Stouffer - «Breaking Up with Jesus», «Whitney» (Rêve) - Wondagurl - «Circus Maximus», «Hyaena» (Travis Scott) | - Shawn Everett - «Used to Be Young» (Miley Cyrus), «What Now» (Brittany Howard) - Serban Ghenea - «Anti-Hero» (Taylor Swift), «Paint the Town Red» (Doja Cat) - Matty Green - «Because of You» (Chris LaRocca), «Midnight Dreams» (Ellie Goulding) - George Seara - «Everything Belongs», «The Promise Is the Same» (Cory Asbury) - Denis Tougas - «Dawgcatcher», «Special» (Amanda Marshall)               |

### Álbumes
| Álbum del año | Álbum alternativo para adultos del año |
| --- | --- |
| - Charlotte Cardin, 99 Nights - Daniel Caesar, Never Enough - Lauren Spencer-Smith, Mirror - Alexandra Stréliski, Néo-Romance - Talk, Lord of the Flies & Birds & Bees | - Feist, Multitudes - Begonia, Powder Blue - Jeremy Dutcher, Motewolonuwok - Hayden, Are We Good - Shawnee Kish, Revolution |
| Álbum contemporáneo para adultos del año | Álbum alternativo del año |
| - Amanda Marshall, Heavy Lifting - Banners, I Wish I Was Flawless, I'm Not - Luca Fogale, Run Where the Light Calls - Steph La Rochelle, Wildflower - Josh Sahunta, To Be Loved, Vol. 1 | - Aysanabee, Here and Now - Dizzy, Dizzy - Leith Ross, To Learn - Softcult, See You in the Dark - Talk, Lord of the Flies & Birds & Bees |
| Álbum de blues del año | Álbum infantil del año |
| - Blue Moon Marquee, Scream, Holler & Howl - Matt Andersen, The Big Bottle of Joy - Blackburn Brothers, Soulfunkn'blues - Michael Jerome Browne, Gettin' Together - Brandon Isaak, One Step Closer                                                                                               | - The Swinging Belles, Welcome to the Flea Circus - ABC Singsong, Big Words - Ginalina, Going Back: Remembered and Remixed Family Folk Songs, Vol. 1 - Splash'N Boots, Love-a-By - Young Maestro, Maestro Fresh Wes Presents: Young Maestro Stick to Your Vision for Young Athletes |
| Álbum clásico del año - solo | Álbum clásico del año - conjunto grande |
| - James Ehnes, Nielsen: Violin Concerto, Symphony No. 4 - Barbara Hannigan, Infinite Voyage - Matt Haimovitz, De Hartmann: Cello Concerto - Marc-André Hamelin, Fauré: Nocturnes & Barcarolles - Suzie LeBlanc, mouvance                                                                         | - Orchestre classique de Montréal dirigida por Jacques Lacombe, Maxime Goulet: Symphonie de la tempête de verglas - Cryptid Ensemble dirigida por Brian Current, Bekah Simms: Bestiaries - Montreal Symphony Orchestra dirigida por Rafael Payare, Mahler: Symphony No. 5 - Orchestre Métropolitain dirigida por Yannick Nézet-Séguin, Sibelius 3 & 4 - The Philadelphia Orchestra dirigida por Yannick Nézet-Séguin, Rachmaninoff: Symphonies Nos. 2 & 3; Isle of the Dead |
| Álbum clásico del año - conjunto pequeño | Álbum cristiano/góspel contemporáneo del año |
| - Constantinople, Il Ponte di Leonardo - Andrew Armstrong and James Ehnes, Mythes - Les Barocudas, Basta parlare! - Cheng² Duo, Portrait - Angèle Dubeau and La Pietà Analekta, Portrait: Alex Baranowski                                                                                        | - K-Anthony, Arrow - Stirling John, Where I'm Meant to Be - Joshua Leventhal, All Ye Lepers - Brooke Nicholls, Glory to God - Tuzee, Alive |
| Artista indígena contemporáneo del año | Artista indígena tradicional del año |
| - Elisapie, Inuktitut - Aysanabee, Here and Now - Blue Moon Marquee, Scream, Holler & Howl - Shawnee Kish, Revolution - Zoon, Bekka Ma’iingan | - Joel Wood, Sing. Pray. Love. - The Bearhead Sisters, Mitòòdebi (For My Relatives) - Nimkii and the Niniis, LFS5 - The Red River Ramblers, Reverie - Young Scouts, Drum Nation |
| Álbum country del año | Álbum electrónico del año |
| - James Barker Band, Ahead of Our Time - Dean Brody, Right Round Here - Jade Eagleson, Do It Anyway - Brett Kissel, The Compass Project - South Album - Tyler Joe Miller, Spillin' My Truth | - BAMBII, Infinity Club - Rich Aucoin, Synthetic Season 2 - Harrison, Birds, Bees, the Clouds and the Trees - Tim Hecker, No Highs - Kid Koala, Creatures of the Late Afternoon |
| Álbum francófono del año | Álbum instrumental del año |
| - Les Cowboys Fringants with the Montreal Symphony Orchestra, En concert avec l’Orchestre symphonique de Montréal (sous la direction du chef Simon Leclerc) - FouKi, Zayon - Karkwa, Dans la seconde - Salebarbes, À boire deboutte - Souldia, Non conventionnel                                 | - Colin Stetson, When we were that what wept for the sea - Meredith Bates, Tesseract - Markus Floats, Fourth Album - Haralabos (Harry) Stafylakis, Calibrating Friction - Alexandra Stréliski, Néo-Romance |
| Álbum internacional del año | Álbum de jazz del año - solo |
| - SZA, SOS - Luke Combs, Gettin' Old - Metro Boomin, Heroes & Villains - Taylor Swift, 1989 (Taylor's Version) - Morgan Wallen, One Thing at a Time | - Christine Jensen, Day Moon - Gentiane MG, Walls Made of Glass - Jocelyn Gould, Sonic Bouquet - Noam Lemish, Twelve - Russ Macklem, The South Detroit Connection |
| Álbum de jazz del año - grupo | Álbum de jazz vocal del año |
| - Hilario Duran and His Latin Jazz Big Band, Cry Me a River - Allison Au with the Migrations Ensemble, Migrations - Canadian Jazz Collective, Septology: The Black Forest Session - Mike Murley and Mark Eisenman Quartet, Recent History - Nick Maclean Quartet feat. Brownman Ali, Convergence | - Dominique Fils-Aimé, Our Roots Run Deep - Denielle Bassels, Little Bit a' Love - Laila Biali, Your Requests - Alex Bird and Ewen Farncombe, Songwriter - Caity Gyorgy and Mark Limacher, You're Alike, You Two |
| Álbum de metal/música dura del año | Álbum pop del año |
| - Cryptopsy, As Gomorrah Burns - Danko Jones, Electric Sounds - Kataklysm, Goliath - KEN Mode, Void - Voivod, Morgöth Tales | - Charlotte Cardin, 99 Nights - Rêve, Saturn Return - Lauren Spencer-Smith, Mirror - Shania Twain, Queen of Me - Valley, Lost in Translation |
| Álbum/EP de rap del año | Álbum de rock del año |
| - TOBi, Panic - bbno$, bag or die - Haviah Mighty, Crying Crystals - Kaytraminé, Kaytraminé - Connor Price, Spin the Globe | - The Beaches, Blame My Ex - The Blue Stones, Pretty Monster - Crown Lands, Fearless - The Glorious Sons, Glory - Metric, Formentera II |
| Álbum de raíces contemporáneas del año | Álbum de raíces tradicionales del año |
| - William Prince, Stand in the Joy - The Good Lovelies, We Will Never Be the Same - Allison Russell, The Returner - Logan Staats, A Light in the Attic - Julian Taylor, Beyond the Reservoir | - David Francey, The Breath Between - Jackson Hollow, Roses - James Keelaghan, Second Hand - Benjamin Dakota Rogers, Paint Horse - Morgan Toney, Resilience |
| Álbum de música mundial del año | Álbum de comedia del año |
| - Okan, Okantomi - Bel and Quinn, Donte sann yo - Kizaba, Kizavibe - Moonshine, SMS for Location Vol. 5 - Waahli, Soap Box | - Kyle Brownrigg, A Lylebility - Graham Clark, Never Was - Laurie Elliott, Sexiest Fish in the Lake - Mae Martin, SAP - Derek Seguin, Life of Leisure |

### Canciones y grabaciones
| Sencillo del año | Composición clásica del año |
| --- | --- |
| - Tate McRae, «Greedy» - Charlotte Cardin, «Confetti» - Daniel Caesar, «Always» - Lu Kala, «Pretty Girl Era» - Talk, «A Little Bit Happy»                                                                                               | - Nicole Lizée, «Don't Throw Your Head in Your Hands» - Amy Brandon, «Simulacra» - Iman Habibi, «Shāhīn-nāmeh, for Voice and Orchestra» - Emilie Cecilia LeBel, «…and the Higher Leaves of the Trees Seemed to Shimmer in the Last of the Sunlight’s Lingering Touch of Them…» - Dinuk Wijeratne, «Portrait of an Imaginary Sibling» |
| Grabación dance del año | Sencillo de rap del año |
| - Felix Cartal y Karen Harding, «Need Your Love» - Dom Dolla y Nelly Furtado, «Eat Your Man» - DVBBS, Jeremih y Sk8, «Crew Thang» - Loud Luxury y DVBBS con Kane Brown, «Next to You» - Frank Walker con Ella Henderson, «I Go Dancing» | - TOBi, «Someone I Knew» - Belly, «American Nightmare» - Haviah Mighty, «Honey Bun» - Pressa, «Minimum Wage» - Connor Price con Bens, «Spinnin'» |
| Grabación contemporánea de R&B/Soul del año | Grabación tradicional de R&B/Soul del año |
| - Daniel Caesar, Never Enough - Nonso Amadi, When It Blooms - Aqyila, For the Better - Shay Lia, Facets - Jon Vinyl, Heartbreak Hill | - Aqyila, «Hello» - Jhyve, «Unbreakable» - Luna Elle, «9 to 5» - Katie Tupper, Where to Find Me - RealestK, Real World |
| Grabación reggae del año | Sencillo de baile underground del año |
| - Kirk Diamond con Finn, Dread - Ammoye, «Stir This Thing» - Jah'Mila, Roots Girl - Exco Levi, «Feel Like Home» - Omega Mighty con 4Korners y Haviah Mighty, «Rush Dem»                                                                 | - Blond:ish, «Call My Name» - DJ Karaba, «Mad Mess» - LostBoyJay, «Could Be Wrong» - Peach, «Eclipse» - Smalltown DJs, «Concorde Groove» |

### Otros
| Portada de álbum del año | Video del año |
| --- | --- |
| - Nicolas Lemieux, Mykaël Nelson, Albert Zablit - Montreal Symphony Orchestra, Riopelle symphonique - Carolyne De Bellefeuille, Jessica Ledoux, Mali Savaria-Ille, Veronique Lafortune, Leeor Wild - Elisapie, Inuktitut - Heather Goodchild, Colby Richardson, Colin Fletcher, Sara Melvin - Feist, Multitudes - Kit King, Vanessa Heins - City and Colour, The Love Still Held Me Near - Quinton Nyce, Brodie Metcalfe, Davis Graham, Kaylee Smoke - Snotty Nose Rez Kids, I’M GOOD, HBU? | - Ethan Tobman - Allison Russell, «Demons» - Andrew De Zen - Alaskan Tapes, «Of Woods and Seas» - Jordan Clarke - des hume con juicelover, «onetwostep» - Sterling Larose - Snotty Nose Rez Kids, «DAMN RIGHT» - Sterling Larose y Zachary Vague - young friend, «feral canadian scaredy cat» |
| MusiCounts Teacher of the Year | |
| - Stephen Richardson - École St. Joseph, Yellowknife, NT - Zeda Ali - Sunnyview Middle School, Brampton, ON - Robert Bailey - École Charlie Killam School, Camrose, AB - Élisabeth Bouchard-Bernier - École Des Explorateurs, Malartic, QC - Sarah Comerford - Macdonald Drive Junior High, St. John's, NL | |